# Concerto per pianoforte e orchestra n. 21 (Mozart)
Il concerto per pianoforte e orchestra n. 21, in Do maggiore, KV 467, fu completato da Wolfgang Amadeus Mozart il 9 marzo 1785 a Vienna.

## Storia
Mozart, che aveva messo alla prova il suo pubblico viennese con il cupo ed innovativo Concerto per pianoforte e orchestra n. 20 composto appena un mese prima, ritornò con il Concerto in Do maggiore K 467 a toni più consueti e rassicuranti.
Questo, per sommi capi, il pensiero di Piero Rattalino riferito al concerto con il quale il compositore salisburghese faceva il suo ritorno "alla commedia degli equivoci, congegnata con tutte le sorprese, le trovate, i colpi di scena" necessari.
La tonalità di Do maggiore e una corposa orchestra creano i presupposti di un sicuro successo in quella felice stagione in cui si colloca l'esecuzione di questo concerto.
Dopo la prima assoluta viennese al Großer Redoutensaal del Burgtheaterdel del 10 marzo, il compositore lo ripropose anche il 12 sempre al Burgtheater.

## Movimenti
È diviso in tre movimenti:
1. Allegro maestoso, Do maggiore
2. Andante, Fa maggiore
3. Allegro vivace assai, Do maggiore

Nel primo (allegro maestoso, in 4/4) Mozart amplia l'orizzonte espressivo del concerto per pianoforte coinvolgendo lo strumento solista in un'orchestra di grande ambizione e facendo interagire gli episodi melodici con la struttura armonica dell'opera.
Il secondo movimento (Fa maggiore, in 4/4) è il celebre andante, la cui cantabilità non viene mai offuscata da cambiamenti di ritmo ed il volume è mantenuto a livelli di placida calma.
Il terzo movimento del concerto (allegro vivace assai, in 2/4) permette di chiudere brillantemente l'opera. Si noti come al solista vengono dedicate solo due brevi cadenze per esibire il proprio virtuosismo a dimostrazione che per Mozart è la struttura dell'intera opera a prevalere sul protagonismo del solista.